# Горњи Кот
Горњи Кот (словен. Gornji Kot) је насељено место у општини Жужемберк, регија Југоисточна Словенија, Словенија.

## Историја
До територијалне реорганизације у Словенији био је у саставу старе општине Ново Место.

## Становништво
У попису становништва из 2011. године, Горњи Кот је имао 54 становника.
| Број становника према пописима | Број становника према пописима | Број становника према пописима |
| ------------------------------ | ------------------------------ | ------------------------------ |
| 1991                           | 2002                           | 2011                           |
| 39                             | 54                             | 54                             |

Напомена: Године 1999. извршена је мања размена територије између насеља Горњи Кот и Долњи Кот, а 2000. између насеља Винков Врх и Горњи Кот.